# Čevljarski most
Čevljarski most nazvan i Šuštarski most povezuje dva starogradska trga preko reke Ljubljanice. Stoji na mestu nekadašnjeg Mesarskog mosta, koji je bio nazvan po mesarima, koji su imali svoje radnje na tom mostu.
Zbog opasnosti epidemija oko mesarskih radnji mesare su 1614. preselili kod Katedrale Sv. Nikolaja a na mostu su se smestili cipelaši (sloven. Čevljarji) tako je i most promenio ime. 1867. su stari leseni most zamenili sa železno-betonskim.
Najnoviji izgled je dobio 1931. po nacrtima arhitekte Jožeta Plečnika a stari most su prenesli na mesto današnjeg Porodilišta. Most je obnovljen 1991.